# Cratere Democritus
Democritus è un cratere lunare di 37,78 km situato nella parte nord-orientale della faccia visibile della Luna.
Il cratere è dedicato al filosofo greco Democrito. 

## Crateri correlati
Alcuni crateri minori situati in prossimità di Democritus sono convenzionalmente identificati, sulle mappe lunari, attraverso una lettera associata al nome.
| Democritus | Coordinate            | Diametro (in km) |
| ---------- | --------------------- | ---------------- |
| A          | 61°36′36″N 32°28′12″E | 9,88             |
| B          | 60°04′48″N 28°37′48″E | 11,72            |
| D          | 62°57′00″N 31°13′48″E | 7,39             |
| K          | 63°09′00″N 40°48′36″E | 6,98             |
| L          | 63°25′12″N 39°39′00″E | 17,39            |
| M          | 63°36′36″N 37°07′12″E | 5,7              |
| N          | 63°43′48″N 34°24′00″E | 15,42            |